# سباق الزمن للسيدات في بطولة العالم لسباق الدراجات على الطريق 2020
سباق الزمن للسيدات في بطولة العالم لسباق الدراجات على الطريق 2020 (بالإيطالية: Campionati del mondo di ciclismo su strada 2020 - Cronometro femminile Elite)‏ هو سباق دراجات هوائية، وهو الموسم رقم 27 من السباق، وأقيم في 24 سبتمبر 2020، وامتدّ لمسافة 31.7 كيلومتر، وهو أحد سباقات بطولة العالم لسباق الدراجات على الطريق 2020، وقد شارك في السباق  50 متسابقاً ووصل إلى نهايته  49 متسابقاً.
فاز فيه بالمركز الأول  أنا فان دير بريغين، وبالمركز الثاني  مارلين رويسر، وبالمركز الثالث  إيلين فان دايك.

## الفرق
| فرق وطنية (38)- منتخب الأرجنتين الوطني لسباق الدراجات على الطريق للسيدات 2020‏ - فريق أستراليا لركوب الدراجات للسيدات 2020‏ - منتخب النمسا لركوب الدراجات للسيدات 2020‏ - فريق باربادوس لسباق الدراجات على الطريق للسيدات 2020‏ - فريق روسيا البيضاء لركوب الدراجات للسيدات 2020 ‏ - فريق بلجيكا لركوب الدراجات للسيدات 2020 ‏ - فريق كندا لركوب الدراجات للسيدات 2020‏ - منتخب تشيلي الوطني لسباق الدراجات على الطريق للسيدات 2020‏ - منتخب كوبا الوطني لسباق الدراجات على الطريق للسيدات 2020‏ - فريق التشيك لركوب الدراجات للسيدات 2020‏ - فريق الدنمارك لركوب الدراجات للسيدات 2020 ‏ - فريق إثيوبيا لسباق الدراجات للسيدات‏ - فريق فرنسا لركوب الدراجات للسيدات 2020 ‏ - فريق ألمانيا لركوب الدراجات للسيدات 2020‏ - بريطانيا - فريق آيسلندا لسباق الدراجات على الطريق للسيدات 2020‏ - فريق إسرائيل لسباق الدراجات على الطريق للسيدات 2020‏ - فريق إيطاليا لركوب الدراجات للسيدات 2020‏ - فريق اليابان لركوب الدراجات للسيدات 2020‏ - فريق لاتفيا لركوب الدراجات للسيدات 2020‏ - فريق ليتوانيا لركوب الدراجات للسيدات 2020‏ - فريق لوكسمبورغ لركوب الدراجات للسيدات 2020‏ - فريق المكسيك لركوب الدراجات للسيدات 2020‏ - فريق المغرب لركوب الدراجات 2020 ‏ - فريق هولندا لركوب الدراجات للسيدات 2020 ‏ - فريق نيوزيلندا لركوب الدراجات للسيدات 2020‏ - فريق بولندا لركوب الدراجات للسيدات 2020‏ - فريق روسيا لركوب الدراجات للسيدات 2020 ‏ - فريق صربيا لركوب الدراجات للسيدات 2020‏ - فريق سلوفينيا لركوب الدراجات للسيدات 2020‏ - فريق جنوب أفريقيا لركوب الدراجات للسيدات 2020‏ - فريق إسبانيا لركوب الدراجات للسيدات 2020 ‏ - فريق السويد لركوب الدراجات للسيدات 2020‏ - فريق سويسرا لركوب الدراجات للسيدات 2020 ‏ - فريق ترينيداد وتوباغو لسباق الدراجات للسيدات 2019‏ - فريق أوكرانيا لركوب الدراجات للسيدات 2020‏ - فريق الولايات المتحدة لركوب الدراجات للسيدات 2020‏ - فريق أوزبكستان لسباق الدراجات للسيدات‏ |  |
| |  |

## التصنيف العام النهائي
| \| التصنيف العام \| التصنيف العام \| التصنيف العام \| التصنيف العام \| التصنيف العام \| \| المتسابقة \| المتسابقة \| الفريق \| الوقت \| \| \| ------------- \| --------------------------- \| ---------------------------------------------------------- \| ------------- \| ------------- \| \| 1 \| أنا فان دير بريغين \| فريق هولندا لركوب الدراجات للسيدات 2020 [لغات أخرى]‏ \| 40 د 20 ث \| \| \| 2 \| مارلين رويسر \| فريق سويسرا لركوب الدراجات للسيدات 2020 [لغات أخرى]‏ \| + 15 ث \| \| \| 3 \| Ellen van Dijk \| فريق هولندا لركوب الدراجات للسيدات 2020 [لغات أخرى]‏ \| + 31 ث \| \| \| 4 \| ليزا برينور \| فريق ألمانيا لركوب الدراجات للسيدات 2020‏ \| + 45 ث \| \| \| 5 \| غريس براون \| فريق أستراليا لركوب الدراجات للسيدات 2020‏ \| + 1 د 01 ث \| \| \| 6 \| أمبر نبين \| فريق الولايات المتحدة لركوب الدراجات للسيدات 2020‏ \| + 1 د 20 ث \| \| \| 7 \| Emma Norsgaard \| فريق الدنمارك لركوب الدراجات للسيدات 2020 [لغات أخرى]‏ \| + 1 د 22 ث \| \| \| 8 \| ميكي كروجر \| فريق ألمانيا لركوب الدراجات للسيدات 2020‏ \| + 1 د 31 ث \| \| \| 9 \| لورين ستيفنز \| فريق الولايات المتحدة لركوب الدراجات للسيدات 2020‏ \| + 1 د 43 ث \| \| \| 10 \| Vittoria Bussi [الإنجليزية]‏ \| فريق إيطاليا لركوب الدراجات للسيدات 2020‏ \| + 1 د 46 ث \| \| \| 11 \| Audrey Cordon-Ragot \| فريق فرنسا لركوب الدراجات للسيدات 2020 [لغات أخرى]‏ \| + 1 د 53 ث \| \| \| 12 \| جورجيا وليامز \| فريق نيوزيلندا لركوب الدراجات للسيدات 2020‏ \| + 2 د 16 ث \| \| \| 13 \| يوجينة بوجاك \| فريق سلوفينيا لركوب الدراجات للسيدات 2020‏ \| + 2 د 20 ث \| \| \| 14 \| Anna Plichta [الإنجليزية]‏ \| فريق بولندا لركوب الدراجات للسيدات 2020‏ \| + 2 د 21 ث \| \| \| 15 \| Elizabeth Banks \| بريطانيا \| + 2 د 23 ث \| \| \| 16 \| ألينا أمياليوسيك \| فريق روسيا البيضاء لركوب الدراجات للسيدات 2020 [لغات أخرى]‏ \| + 2 د 28 ث \| \| \| 17 \| جولييت لابوس \| فريق فرنسا لركوب الدراجات للسيدات 2020 [لغات أخرى]‏ \| + 2 د 30 ث \| \| \| 18 \| آنا كيزنهوفر \| منتخب النمسا لركوب الدراجات للسيدات 2020‏ \| + 2 د 30 ث \| \| \| 19 \| Alice Barnes \| بريطانيا \| + 2 د 33 ث \| \| \| 20 \| Mikayla Harvey [الإنجليزية]‏ \| فريق نيوزيلندا لركوب الدراجات للسيدات 2020‏ \| + 2 د 33 ث \| \| |                     |                                                   |            |  |
| |                     |                                                   |            |  |
| مصدر: ProCyclingStats |                     |                                                   |            |  |
| التصنيف العام |                     |                                                   |            |  |
| المتسابقة | المتسابقة           | الفريق                                            | الوقت      |  |
| 1 | أنا فان دير بريغين  | فريق هولندا لركوب الدراجات للسيدات 2020 ‏          | 40 د 20 ث  |  |
| 2 | مارلين رويسر        | فريق سويسرا لركوب الدراجات للسيدات 2020 ‏          | + 15 ث     |  |
| 3 | Ellen van Dijk      | فريق هولندا لركوب الدراجات للسيدات 2020 ‏          | + 31 ث     |  |
| 4 | ليزا برينور         | فريق ألمانيا لركوب الدراجات للسيدات 2020‏          | + 45 ث     |  |
| 5 | غريس براون          | فريق أستراليا لركوب الدراجات للسيدات 2020‏         | + 1 د 01 ث |  |
| 6 | أمبر نبين           | فريق الولايات المتحدة لركوب الدراجات للسيدات 2020‏ | + 1 د 20 ث |  |
| 7 | Emma Norsgaard      | فريق الدنمارك لركوب الدراجات للسيدات 2020 ‏        | + 1 د 22 ث |  |
| 8 | ميكي كروجر          | فريق ألمانيا لركوب الدراجات للسيدات 2020‏          | + 1 د 31 ث |  |
| 9 | لورين ستيفنز        | فريق الولايات المتحدة لركوب الدراجات للسيدات 2020‏ | + 1 د 43 ث |  |
| 10 | Vittoria Bussi ‏     | فريق إيطاليا لركوب الدراجات للسيدات 2020‏          | + 1 د 46 ث |  |
| 11 | Audrey Cordon-Ragot | فريق فرنسا لركوب الدراجات للسيدات 2020 ‏           | + 1 د 53 ث |  |
| 12 | جورجيا وليامز       | فريق نيوزيلندا لركوب الدراجات للسيدات 2020‏        | + 2 د 16 ث |  |
| 13 | يوجينة بوجاك        | فريق سلوفينيا لركوب الدراجات للسيدات 2020‏         | + 2 د 20 ث |  |
| 14 | Anna Plichta ‏       | فريق بولندا لركوب الدراجات للسيدات 2020‏           | + 2 د 21 ث |  |
| 15 | Elizabeth Banks     | بريطانيا                                          | + 2 د 23 ث |  |
| 16 | ألينا أمياليوسيك    | فريق روسيا البيضاء لركوب الدراجات للسيدات 2020 ‏   | + 2 د 28 ث |  |
| 17 | جولييت لابوس        | فريق فرنسا لركوب الدراجات للسيدات 2020 ‏           | + 2 د 30 ث |  |
| 18 | آنا كيزنهوفر        | منتخب النمسا لركوب الدراجات للسيدات 2020‏          | + 2 د 30 ث |  |
| 19 | Alice Barnes        | بريطانيا                                          | + 2 د 33 ث |  |
| 20 | Mikayla Harvey ‏     | فريق نيوزيلندا لركوب الدراجات للسيدات 2020‏        | + 2 د 33 ث |  |

## وصلات خارجية
- لمحة عن سباق سباق الزمن للسيدات في بطولة العالم لسباق الدراجات على الطريق 2020 على موقع  ProCyclingStats   (برو  سايكلنج  ستاتس) - إحصاءات  محترفي  الدراجات.
- سباق الزمن للسيدات في بطولة العالم لسباق الدراجات على الطريق 2020 على موقع إحصائيات الدراجات الإحترافية (الإنجليزية)